# 野幌地区

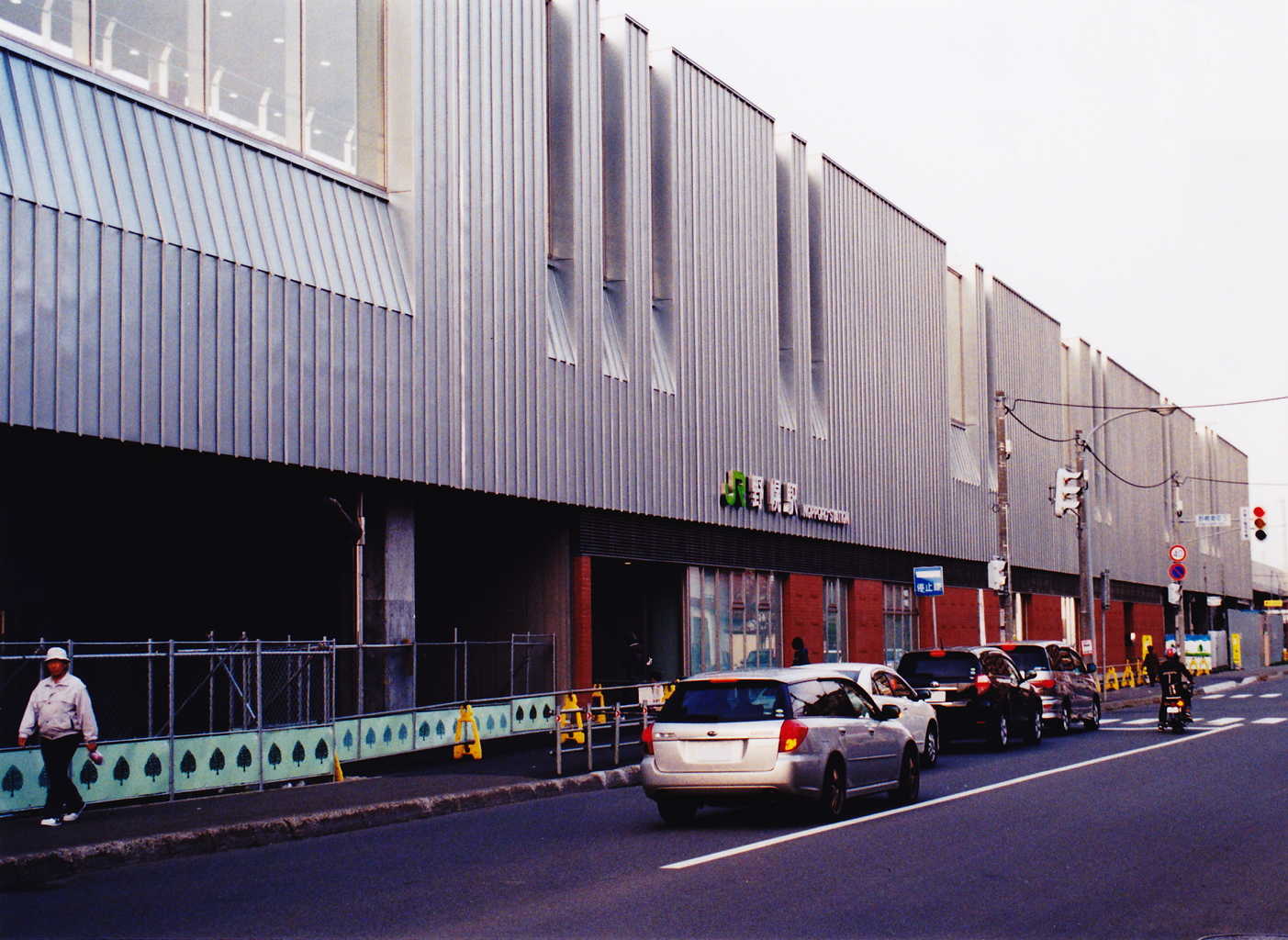
野幌駅

野幌地区（のっぽろちく）は北海道江別市にある地区の名称。

## 野幌地区の範囲

### 元来の範囲
野幌地区は現在ではJR函館本線野幌駅を中心とした江別市内の1つの地域のみを指す地名である。ただ元来は野幌丘陵（野幌原野とも言う）一帯を指す地域の地名であり、その範囲としては、西は札幌市厚別区を流れる野津幌川両岸、南は北広島市西の里や北の里の一部が含まれる。
- 江別市以外の野幌にまつわる地名・駅名
  - 札幌市厚別区 - 上野幌、厚別町下野幌、厚別町小野幌、下野幌テクノパーク、上野幌駅
  - 北広島市 - 現在の地名には野幌の文字は残っていないが、旧広島村に野幌という地名があった。

### 江別市野幌地区の範囲
江別市は大麻地区、野幌地区、江別地区の3地区に大きく分けられる。さらに野幌は3つの特色の異なる地区に分けることができる。以下、野幌の3つの地区の町名とその特色を記す。
- 野幌地区（狭義） - 函館本線以北の地域。国道12号を中心に商業施設が集中する。国道から離れるに従い住宅街となる。
  - 錦町
  - 幸町
  - 中央町
  - 野幌町
  - 野幌寿町
  - 野幌屯田町
  - 野幌美幸町
  - 野幌松並町
  - 野幌末広町
  - 野幌住吉町
  - 野幌代々木町
  - 元野幌
- 野幌鉄南地区 - 函館本線以南の地域。住宅街。
  - 東野幌本町
  - 東野幌町
  - 野幌東町
  - 緑ヶ丘
  - あさひが丘
  - 野幌若葉町
- 東西野幌 - 北海道道46号江別恵庭線が南北に走る地域。農村地帯。西部は野幌森林公園で原生林が広がる。
  - 東野幌
  - 西野幌

## 概要
国道12号線沿いはロードサイド型店舗が集結し、江別一の繁華街となっている。その反面、野幌駅前は住宅の比率がやや高く、コンビニや個人商店が散見される程度で商業集積の規模はさほど大きくない。
周辺の地質は泥炭で、元来水はけの悪さから作物の栽培には適さない土地であった。泥炭層から採取される粘土を原料とする野幌煉瓦、土管、陶器を製造する窯業が栄え、野幌駅の周辺には工場が多く立地していた。レンガや土管の工場は江別市郊外の角山や工栄町に残るのみとなり、陶芸の工房は住宅地の中に点在している。また、現在では土地改良工事により、灌漑設備が整備され米や野菜などが収穫されている。
野幌駅周辺を再開発する江別の顔づくり事業を行っている。

## 主な施設

### 公共施設
- 野幌公民館
- 江別市情報図書館
- 北海道立野幌総合運動公園
- 北海道情報大学
- 北海道野幌高等学校

### その他の施設
- イオン江別店
- つぼ八野幌店
- 旭川ガス江別支社・江別供給所
- 湯の花江別殿
- 北のたまゆら江別

## 史跡
- 江別キリスト村記念碑

## 名物・名産
- 煉化もち - 煉瓦をモチーフにした銘菓。

## 交通
- JR北海道野幌駅
- 道央自動車道 - 江別西IC、野幌PA(BS併設)
- 国道12号
- 北海道道46号江別恵庭線
- 北海道中央バス（江別営業所）、ジェイ・アール北海道バス（空知線）、夕張鉄道（夕鉄バス）

この他、1975年まで夕張鉄道線が野幌駅から分岐して南幌町、栗山町、夕張市を結んでいた。

## その他
村上龍の著作『希望の国のエクソダス』では、文中に架空の都市である「野幌市」が描かれている。ただし、野幌の読み方は「のほろ」であり、新千歳空港と札幌市の中間の都市を描いていることから、現実の北広島市近辺に「野幌市」が位置するものと想定される。
アニメーション版『WORKING!!』第7話で登場する「野つ駅」は高架化される前の旧野幌駅北口がモデルとなっている。